# مركز الضبط

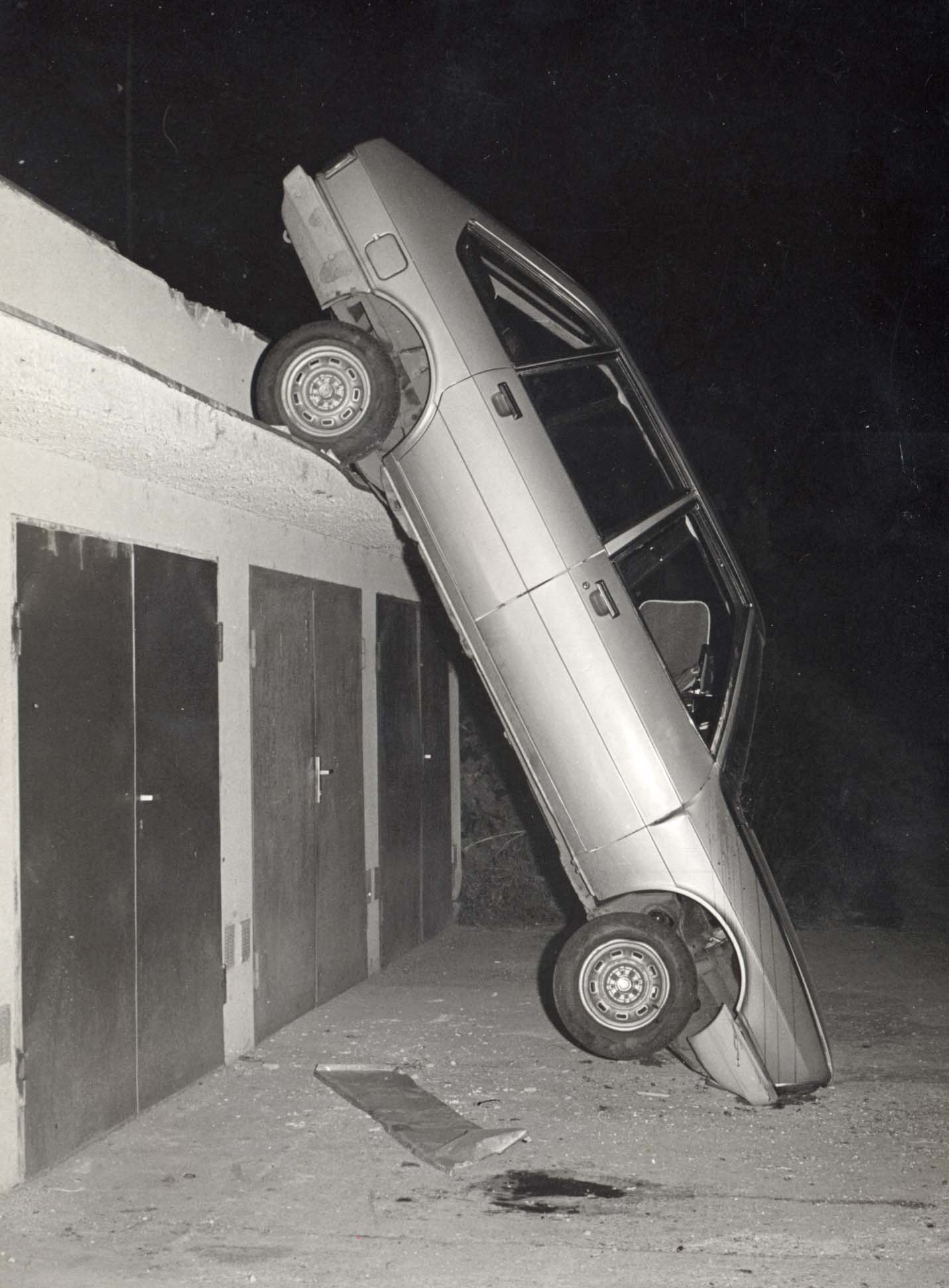

في علم نفس الشخصية، مركز الضبط (أو وجهة الضبط) هو درجة اعتقاد الناس أنهم متحكمون بنتائج الأحداث في حياتهم، مقابل اعتقادهم أن المتحكم في تلك الأحداث قوى خارجية (خارجة عن سيطرتهم). طُورت معرفتنا بهذا المفهوم على يد جوليان بي. روتر في عام 1954، ومنذ ذلك الحين أصبح جانبًا من جوانب دراسات الشخصية. يوصَف «مركز» الشخص (من Locus باللاتينية وتعني «مكان» أو «موقع»)  بأنه داخلي (الاعتقاد أن الفرد يتحكم بمجرى حياته) أو خارجي (الاعتقاد أن مجرى الحياة خاضع لتحكم عوامل خارجية لا يمكن للفرد التأثير عليها، أو أن الحظ أو القدر يتحكم بمجرى الحياة).
يعتقد الأفراد ذوو مركز الضبط الداخلي القوي أن الأحداث في حياتهم تنتج بشكل أساسي عن أفعالهم: فمثلًا، عند تلقي نتائج الامتحانات، يميل الأشخاص ذوو مركز الضبط الداخلي إلى ثناء ذواتهم وقدراتهم أو لومها. بينما يميل الأشخاص ذوو مركز الضبط الخارجي القوي إلى ثناء العوامل الخارجية كالمعلم أو الامتحان أو لومها.
ولّد مركز الضبط الكثير من البحث في مجموعة متنوعة من المجالات في علم النفس. هذا المفهوم قابل للتطبيق في مجالات مثل علم النفس التربوي وعلم نفس الصحة وعلم النفس السريري. يتواصل الجدال حول ما إذا كانت مقاييس مركز الضبط المحددة أو الأكثر شمولًا ستثبت فائدة أكبر في التطبيق العملي. ويجب أيضًا التمييز بدقة بين مركز الضبط (مفهوم مرتبط بالتوقعات المستقبلية) ونمط العزو (مفهوم مرتبط بتفسير نتائج الماضي)، أو بين مركز الضبط ومفاهيم أخرى مثل الكفاءة الذاتية.
مركز الضبط أحد الأبعاد الأربعة لتقييم الذات الجوهري- تقييم الفرد الأساسي لنفسه- إلى جانب العصابية والكفاءة الذاتية وتقدير الذات. دُرس مفهوم تقييم الذات الجوهري لأول مرة من قِبل جدج ولوك ودورهام (1997)، ومنذ ذلك الحين أثبت المفهوم قدرته على التنبؤ بمخرجات العمل المختلفة، وبالتحديد، الرضا الوظيفي والأداء الوظيفي. في دراسة متابعة، جادل جدج وآخرون (2002) بأن مركز الضبط والعصابية والكفاءة الذاتية وعوامل تقدير الذات قد يكون لها أساس مشترك.

## تاريخ
يعتبر مركز الضبط إطارًا لنظرية روتر الخاصة بالتعلم الاجتماعي للشخصية لعام 1954. ونشر روتر مقالةً في عام 1966 بمجلة سايكولوجيكال مونوغرافز لخصت عقدًا كاملًا من البحث العلمي لروتر وطلابه، ولم تُنشر كمية كبيرة من هذه المقالة سابقًا. وفي عام 1976، عرّف هربرت إم. ليفكورت مركز الضبط المفهوم على أنه: «توقع عام للتحكم الداخلي بالتعزيزات، في مقابل التحكم الخارجي بها». كان هناك محاولات لتتبع منشأ مفهوم عمل ألفرد أدلر، ولكن توجد الخلفية المباشرة لهذا المفهوم في عمل روتر وطلابه. أُجريت الأعمال الأولى على موضوع التوقعات حول التحكم في التعزيزات في خمسينيات القرن العشرين بواسطة جيمس وفارس، وحُضرت هذه الأعمال على أن تكون أطروحات دكتوراه غير منشورة تحت إشراف روتر بجامعة ولاية أوهايو. 
درس طالب آخر من طلاب روتر، وهو ويليام إتش. جيمس، نوعين من «تحولات التوقعات»:
تحولات التوقعات النموذجية: وهو الإيمان بأن النجاح، أو الفشل، سيكون متبوعًا بنتيجة مماثلة.
تحولات التوقعات اللانموذجية: وهو الإيمان بأن النجاح، أو الفشل، سيكون متبوعًا بنتيجة مغايرة.
أدت أبحاث إضافية إلى فرضية أن تحولات التوقعات النموذجية كانت ظاهرةً في أغلب الوقت عند الذين ينسبون نتائج أحداث حياتهم إلى قدراتهم، بينما كان يميل الذين يظهرون تحولات التوقعات اللانموذجية إلى إسناد نتائج أحداث حياتهم إلى الصدفة. وفُسر هذا بأن الناس يمكن أن تنقسم إلى مجموعة تنسب نتائج أحداث حياتها إلى القدرات، أو السبب الداخلي، في مقابل مجموعة تنسب نتائج أحداث حياتها إلى الحظ، أو السبب الخارجي. رأى برنارد وينر أن المركز يمكن أن يكون متعلقًا بما إذا كانت الإسنادات قائمةً على أسباب مستقرة أو غير مستقرة، بدلًا من مفهوم القدرة في مقابل الحظ.
ناقش روتر، بين عامي 1975 حتى 1989، المعضلات والمفاهيم الخاطئة في استخدام الآخرين لمفهوم «مركز الضبط الداخلي في مقابل مركز الضبط الخارجي».

## توجه الشخصية
نبّه روتر (1975) إلى أن الداخلية والخارجية يمثلان طرفي سلسلة متصلة، ولا يتبعان تصنيف إما/أو. يميل ذوو التوجه الداخلي إلى عزو نتائج الأحداث إلى سيطرتهم الخاصة. يعتقد  ذوو مركز الضبط الداخلي أن نتائج أفعالهم ترجع إلى قدراتهم. يؤمن هؤلاء أن العمل الشاق الذي يبذلونه سيؤدي إلى نتائج إيجابية. ويعتقدون أيضًا أن لكل فعل عاقبة، ما يجعلهم يقبلون حقيقة أن الأمور تحدث وإليهم ترجع مسألة التحكم بها أم لا. يعزو أصحاب التوجه الخارجي نتائج الأحداث إلى ظروف خارجية. يميل الأشخاص ذوو مركز الضبط الخارجي إلى الاعتقاد أن الأشياء التي تحدث في حياتهم خارجة عن سيطرتهم، وحتى أفعالهم هي نتيجة لعوامل خارجية، كالقدر والحظ وتأثير الآخرين أصحاب القوة (كالأطباء والشرطة والمسؤولين الحكوميين) و/أو الاعتقاد أن العالم معقد جدًا ولا يمكن لأحد التنبؤ أو السيطرة بنجاح على نتائجه. يميل هؤلاء الأشخاص إلى إلقاء اللوم على الآخرين بدلاً من أنفسهم فيما يتعلق بنتائج حياتهم. ومع ذلك، لا ينبغي الاعتقاد أن التوجه الداخلي يرتبط حصرًا بالعزو إلى الجهد والتوجه الخارجي بالعزو إلى الحظ (كما توضح أعمال وينر). لهذا الأمر آثار واضحة في الاختلافات بين التوجه الداخلي والخارجي من ناحية الدافع للإنجاز، ما يشير إلى أن ذوي التوجه الداخلي يملكون مستوى أعلى من الحاجة إلى الإنجاز. يميل ذوو التوجه الخارجي إلى الشعور بأن سيطرتهم على مصائرهم أقل، لأنهم يضعون مركز الضبط خارج ذواتهم. يميل الأشخاص الذين لديهم مركز ضبط خارجي إلى أن يكونوا أكثر توترًا وعرضة للاكتئاب السريري.
اعتقد روتر(1966)  أن أصحاب التوجه الداخلي يتمتعون بسمتين أساسيتين: دافع عال للإنجاز وانخفاض اتباع التوجيه الخارجي. كان هذا أساس مقياس مركز الضبط الذي اقترحه  في عام 1966، مع أنه استند إلى اعتقاده أن مركز الضبط يشكل مفهومًا واحدًا. من عام 1970، خضع افتراض روتر للتحدي، جادل ليفنسون أن الأبعاد المختلفة لمركز الضبط (كالاعتقاد أن الأحداث في حياة الفرد يحددها بذاته، أو تخضع لتنظيم الآخرين الأقوياء وتعتمد على الحظ) يجب أن تكون منفصلة. اقترحت أعمال وينر المبكرة في سبعينيات القرن العشرين وجوب النظر في الاختلافات بين الذين يعزون الأحداث إلى أسباب مستقرة، وأولئك الذين يعزونها لأسباب غير مستقرة، بشكل عمودي على بعد الداخلية-الخارجية.
تعني النظرية الجديدة للأبعاد أن الشخص يمكن أن ينسب الآن نتائج أحداث حياته إلى القدرات، وهو سبب داخلي مستقر، أو الجُهد، وهو سبب داخلي غير مستقر، أو صعوبة المهمة، وهو سبب خارجي مستقر، أو الحظ، وهو سبب خارجي غير مستقر. وبالرغم أن وينر رأى هذه الأسباب الأربعة بنفس الطريقة في البداية، عُورض وينر ما إذا كان الناس يعتبرون الحظ، على سبيل المثال، سببًا خارجيًا، وما إذا كانت القدرات تعتبر دائمًا سببًا مستقرًا، وما إذا كان الجهد يعتبر دائمًا سببًا متغيرًا. وبالفعل، استخدم وينر في منشوراته الأحدث، في عام 1980 على سبيل المثال، مصطلحات مختلفةً لهذه الأسباب الأربعة، مثل «الخصائص الموضوعية للمهمة» بدلًا من «صعوبة المهمة» و«الصدفة» بدلًا من «الحظ». وميز علماء النفس، بعد وينر، بين الجهد المستقر وغير المستقر، بعد علمهم أنه في بعض الظروف، يمكن أن يعتبر الجهد سببًا مستقرًا، خاصةً باعتبار وجود كلمات مثل «دؤوب» باللغة الإنكليزية.
وبالنسبة لمركز الضبط، يوجد نوع آخر من الضبط الذي يتضمن مزيجًا بين الأنواع الداخلية والخارجية. يُعرف الأشخاص الذين يمتلكون هذا المزيج بين نوعي مركز الضبط غالبًا بثنائيي المركز. ويُعرف عن هؤلاء الأشخاص، الذين يتمتعون بخصائص ثنائيي المركز، بقدرتهم على التعامل مع الضغط العصبي والتأقلم مع أمراضهم بكفاءة أعلى من خلال امتلاكهم مزيجًا من مركز الضبط الداخلي ومركز الضبط الخارجي. يستطيع هؤلاء الأشخاص الذين يحظون بهذا المزيج من مركزي الضبط تحمل المسؤولية الشخصية لأفعالهم بالإضافة إلى عواقبها، بينما يظلون جديرين بالاعتماد عليهم وممتلكين لإيمان في الموارد الخارجية؛ تتوافق هذه الخصائص مع مركز الضبط الداخلي، ومركز الخارجي على الترتيب.

## مقاييس القياس
يعتبر «مقياس الاختيار الإجباري» لروتر، لعام 1966، الاستبيان الأكثر استخدامًا لقياس مركز الضبط، وهو مكون من 13 عنصرًا أساسيًا بالإضافة إلى ستة عناصر غير أساسية. ومع ذلك، فهو ليس الاستبيان الوحيد الموجود؛ إذ يوجد استبيان آخر لبيالر، في عام 1961، وهو مقياس خاص بالأطفال مكون من 23 عنصرًا ويسبق مقياس روتر. ويعتبر «مقياس كراندال للإسناد العقلي للمسؤولية»، في عام 1965، بالإضافة إلى «مقياس نويكي وستريكلاند»، في عام 1973،  مقياسين ذوي صلة بمقاييس مركز الضبط. وكان المقياس الذي ابتكره دبليو. إتش. جيمس لأطروحته للدكتوراه التي لم تُنشر، أحد مقاييس القياس النفسي التي تُقيم مركز الضبط، باستخدام مقياس ليكرت، على النقيض للقياس البديل للاختيار الإجباري في مقياس روتر، وأشرف روتر على هذه الأطروحة بجامعة ولاية أوهايو؛ ولكن ظلت هذه الأطروحة غير منشورة.
ظهرت مقاييس عديدة لمركز الضبط منذ ظهور مقياس روتر. ورُوجعت هذه المقاييس بواسطة فورنام وستيل، في عام 1993، وهي تتضمن المقاييس المتعلقة بعلم النفس الصحي، وعلم النفس الصناعي والتنظيمي، بالإضافة إلى المقاييس المُعدَّة خصيصًا للأطفال، مثل «مقياس ستانفورد للتوجه الداخلي والتوجه الخارجي لمرحلة ما قبل المدرسة» للأطفال في سن الثالثة إلى السادسة من العمر. استشهد كل من فورنام وستيل، في عام 1993، بالبيانات التي تقترح أن «مقياس دوتفايلر» أفضل استبيان صالح يمكن الاعتماد عليه للبالغين.
يعالج مقياس دوتفايلر لعام 1984، وهو «مؤشر الضبط الداخلي (ICI)» المشاكل الموجودة بمقاييس روتر، بما يتضمن صيغة الاختيار الإجباري، والقابلية للانحياز إلى المقبول اجتماعيًا، وعدم التجانس كما هو مُوضح بواسطة التحليل العاملي. أشارت دوتفايلر أيضًا، مع وجود مقاييس أخرى في عام 1984 لقياس مركز الضبط، إلى أن هذه المقاييس «تبدو وأنها تخضع للعديد من المشاكل نفسها». وبخلاف صيغة الاختيار الإجباري المستخدمة بمقياس روتر، يستخدم مؤشر الضبط الداخلي لدوتفايلر، ذو الثمانية والعشرون عنصرًا، مقياس ليكرت، والذي يجب أن يحدد الناس فيه ما إذا كانوا يتصرفون نادرًا، أو من وقت لآخر، أو أحيانًا، أو مرارًا، أو عادةً طبقًا لما هو محدد بكل عنصر من العناصر الثمانية والعشرين بالمقياس. يقيم هذا المقياس المتغيرات المتعلقة بمركز الضبط الداخلي، وهي: المعالجة المعرفية، والاستقلال الذاتي، ومقاومة التأثير الاجتماعي، والثقة بالنفس، وتأخير الإشباع. وضحت دراسة صغيرة مُصدقة، على 133 طالبًا، أن هذا المقياس اتسم بموثوقية جيدة لقياس مركز الضبط الداخلي، إذ بلغت درجة موثوقية هذا المقياس 0.85 طبقًا لطريقة كرونباخ ألفا لقياس موثوقية الاختبار النفسي.